# 韋爾巴 (杜布諾區)
50°16′24″N 25°36′34″E / 50.27333°N 25.60944°E
韋爾巴（烏克蘭語：Верба），是烏克蘭的村落，位於該國西北部羅夫諾州，由杜布諾區負責管轄，始建於1442年，面積4.73平方公里，海拔高度211米，2001年人口2,863，人口密度每平方公里605人。